# Mosese Tavutunawailala
Mosese Jaimi Brooks Tavutunawailala (Suva, 17 febbraio 1986) è un rugbista a 15 figiano, di ruolo utility back e internazionale per l'Italia a 7.

## Biografia
Mosese nasce a Suva, la capitale delle isole Figi, cominciando a giocare a rugby fin da bambino. Nei primi anni duemila viene selezionato 
nella Nazionale figiana Under-18 e in quella Under-21 nel 2004. Successivamente, mentre affronta un periodo di recupero da un infortunio, lontano dai campi da rugby, conosce e sposa Federica, una ragazza italiana in Australia per motivi professionali.
Nel 2008, con la necessità della moglie di ritornare in Italia per rimanere vicina alla propria famiglia, disputa la stagione 2008-09 con il Pro Recco in serie A2 collezionando 18 presenze e 34 punti (2 mete). Dopo un breve periodo lontano dai campi di gioco, disputa il campionato di serie C con il Rieti, prima di approdare al CUS Perugia in serie B.
Nel 2011 si trasferisce a Corviale a Roma, cominciando a giocare per il Villa Pamphili. Mentre disputa la serie C con il club romano, nel settembre 2014, viene selezionato dal C.T. Andrew Vilk per i raduni della Nazionale di rugby a 7. 
a Parma e Calvisano. Nello stesso anno viene convocato per disputare le Sevens Grand Prix Series, scendendo in campo a Bucarest e Manchester.
Nel 2015 è nuovamente nel gruppo della Nazionale italiana a 7, prendendo parte al raduno di Roma e allo stage di Ginevra con la Nazionale svizzera, in vista del torneo europeo. Alle Sevens Grand Prix Series disputa la tappa di Lione, giocando tutte le partite.